# Rede Ferroviária de Alta Velocidade
A Rede Ferroviária de Alta Velocidade, S.A. (RAVE) foi uma empresa pública que teve por missão o desenvolvimento e coordenação dos trabalhos e estudos necessários para a formação de decisões de planeamento e construção, financiamento, fornecimento e exploração de uma rede ferroviária de alta velocidade a instalar em Portugal Continental, e da sua ligação com a rede espanhola de igual natureza. Foi extinta através das disposições do Orçamento de Estado de 2011, para que fosse integrada na REFER.
Todas as obras iniciadas na zona de Lisboa (ver galeria de fotos) foram efetuadas para suporte das novas vias férreas resultantes da quadruplicação da Linha de Cintura de Lisboa e respetivo desnivelamento com a Linha do Norte permitindo ainda a futura compatibilização com as eventuais vias de alta velocidade de ligação à Estação do Oriente. A sua utilização está ainda enquadrada no âmbito da modernização do sistema ferroviário da Área Metropolitana de Lisboa e as empreitadas foram financiadas por fundos da Rede Transeuropeia de Transportes da União Europeia, no âmbito de um programa de relançamento da economia europeia, fundos apenas disponíveis para as obras que se iniciassem no ano de 2010.
Tendo em conta as restrições orçamentais impostas pela atual conjuntura económica e financeira, e a consequente revisão do plano de investimentos a REFER não está em condições de avançar datas para a continuidade do projeto.
Em fevereiro de 2014, foi revelado que só em indemnizações por anulação de concursos, o estado já gastou 20 milhões de euros com o TGV. Um valor que fica aquém do total gasto com esta infraestrutura, que não existe, uma vez que não inclui os valores gastos com estudos. Uma auditoria do Tribunal de Contas divulgada em 5 de janeiro de 2015, revela que o projeto ferroviário de alta velocidade seria financeiramente inviável. Em 11 anos foram gastos 120 milhões de euros em estudos, mais 32,9 milhões de euros em custos de estrutura da Rede de Alta Velocidade (RAVE).
O projeto português de alta velocidade cancelado em 2012, assentava em seis contratos de parcerias público-privadas relativas aos três eixos ferroviários inicialmente projetados, cujos encargos para os parceiros públicos estavam repartidos em 9,401 mil milhões de euros a título de encargos diretos, mais 654 milhões de euros em encargos indiretos e ainda mais 1,564 mil milhões de euros em encargos com material circulante. No total, os encargos do projeto da Alta Velocidade portuguesa ascenderiam a 11,620 mil milhões de euros.

## Eixos principais
Os eixos principais numa primeira fase seriam os de Lisboa-Porto e o de Lisboa-Madrid, sendo que este último tinha um troço para o Novo Aeroporto de Lisboa. O consórcio vencedor adjudicado para o troço Poceirão-Caia (junto à fronteira com Espanha) tinha sido a Elos, que inclui empresas como a Iridium, Dragados, Grupo Lena, Bento Pedroso, Odbrecht, Edifer, Zagope e os bancos Millennium BCP e Caixa Geral de Depósitos. A obra deste eixo Poceirão-Caia teve início no princípio de 2010 e deveria estar concluída no final de 2013. Por terem sido detetadas irregularidades no caderno de encargos deste troço por parte do Tribunal de Contas, o Ministério da Economia em março de 2012 referiu que o projeto seria definitivamente abandonado.
Outras linhas prioritárias eram as linhas internacionais a norte do Rio Tejo, nomeadamente o eixo Porto-Valença-Vigo, que permitiria a ligação de Portugal ao Eixo Atlântico de Alta Velocidade (em serviço desde 2015) o eixo Aveiro-Vilar Formoso-Salamanca, que permitiria a integração da rede portuguesa com as linhas de Alta Velocidade que ligam Salamanca a Madrid (em serviço desde Dezembro de 2015 ) e à fronteira francesa em Hendaia (em construção). Estas quatro linhas de Alta Velocidade faziam parte de um plano acordado na cimeira luso-espanhola de 2003, realizada na Figueira da Foz, pelo Primeiro-Ministro de Portugal, Durão Barroso, e pelo Presidente do Governo de Espanha, José María Aznar.

## Custos previstos
A ligação de alta velocidade Lisboa-Madrid custaria na parte portuguesa cerca de 2,4 mil milhões de euros, considerando o troço que já havia sido adjudicado para ligação ao novo aeroporto de Lisboa e a estimativa de custos para os restantes troços e componentes, incluindo 10% relativos a contingências. Para a ligação Lisboa-Porto, o investimento previsto era de 4,7 mil milhões de euros, incluindo 20% relativos a contingências.
No primeiro troço da alta velocidade Caia/Poceirão estavam garantidos fundos da União Europeia de 650 milhões de euros, dos quais cerca de 200 milhões seriam fundos das redes Transeuropeias que tinham de ser gastos nessa linha até ao final de 2013. Neste troço a comparticipação do estado português seria de apenas 12% (162 milhões de euros) do custo total de 1350 milhões de euros, onde os maiores financiadores seriam os fundos europeus com 48%, por ser uma linha de fronteira, e o BEI, que garantiria 36% do total. Cria-se que a receita fiscal para o Estado seria bem superior ao valor do seu investimento.

## Ligações previstas a aeroportos
Todos os estudos em desenvolvimento no eixo Lisboa-Porto previam a existência de ligações à eventual plataforma aeroportuária de Lisboa em Alcochete e ao atual aeroporto Francisco Sá Carneiro no Porto

## Tempos de viagem previstos

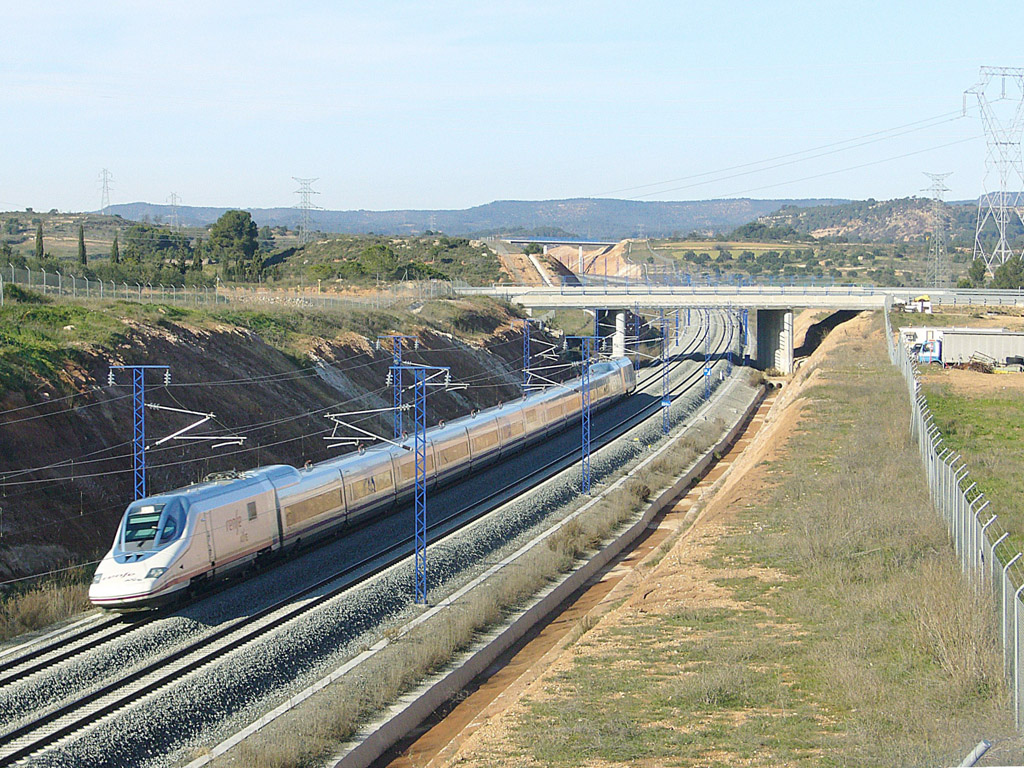
Comboio na Linha de Alta Velocidade entre Madrid e Barcelona

A ligação entre Lisboa e Porto seria de 1h15min.
|         | Lisboa  | Leiria | Coimbra | Aveiro | Gaia |
| ------- | ------- | ------ | ------- | ------ | ---- |
| Leiria  | 32min   |        |         |        |      |
| Coimbra | 47min   | 15min  |         |        |      |
| Aveiro  | 1h00min | 28min  | 19min   |        |      |
| Gaia    | 1h12min |        |         |        |      |
| Porto   | 1h15min | 47min  | 29min   | 15min  | 3mim |

A ligação entre Lisboa e Madrid seria de 3h00min.
|                       | Lisboa - Oriente | Évora   | Badajoz | Mérida | Cáceres | Plasencia | Navalmoral de la Mata | Talavera de la Reina | Toledo |
| --------------------- | ---------------- | ------- | ------- | ------ | ------- | --------- | --------------------- | -------------------- | ------ |
| Évora                 | 35min            |         |         |        |         |           |                       |                      |        |
| Badajoz               | 55min            | 20min   |         |        |         |           |                       |                      |        |
| Mérida                |                  |         |         |        |         |           |                       |                      |        |
| Cáceres               |                  |         |         |        |         |           |                       |                      |        |
| Plasencia             |                  |         |         |        |         |           |                       |                      |        |
| Navalmoral de la Mata |                  |         |         |        |         |           |                       |                      |        |
| Talavera de la Reina  |                  |         |         |        |         |           |                       |                      |        |
| Toledo                |                  |         |         |        |         |           |                       |                      |        |
| Madrid - Atocha       | 3h00min          | 2h25min | 1h50min |        |         |           |                       |                      |        |

A ligação entre Porto e Vigo seria de 50min.
|               | Porto | Aeroporto FSC | Braga | Ponte de Lima | Valença |
| ------------- | ----- | ------------- | ----- | ------------- | ------- |
| Aeroporto FSC |       |               |       |               |         |
| Braga         |       |               |       |               |         |
| Ponte de Lima |       |               |       |               |         |
| Valença       |       |               | 30min |               |         |
| Vigo          | 50min |               |       |               |         |

## Tarifas
Previa-se através dos estudos efetuados, que uma ligação Lisboa-Porto numa tarifa média, a preços de 2005, seria de 40 euros, correspondente a valores de referência compreendidos entre 11 e 13 cêntimos, por quilómetro.
Já no caso da ligação Lisboa-Madrid, previa-se para a tarifa média, a preços de 2005, um valor de 100 euros, correspondente a um valor de cerca de 15 cêntimos por quilómetro, em relação ao qual foram admitidos descontos, situando os níveis tarifários médios, entre 9 e 12 cêntimos, em função da tipologia do serviço.
Estariam também previstos diversos descontos em relação à tarifa de base para passageiros frequentes, viagens de ida e volta, terceira idade, crianças, estudantes, viagens com marcação muito antecipada e viagens de última hora.
Em 2024, o vice-presidente da IP disse que a expectativa é que um bilhete possa custar 25 euros entre Porto e Lisboa, tendo em conta que os comboios vão ser maiores, transportar mais passageiros, ser mais rápidos e fazer mais viagens.

## Vantagens e Desvantagens da RAVE

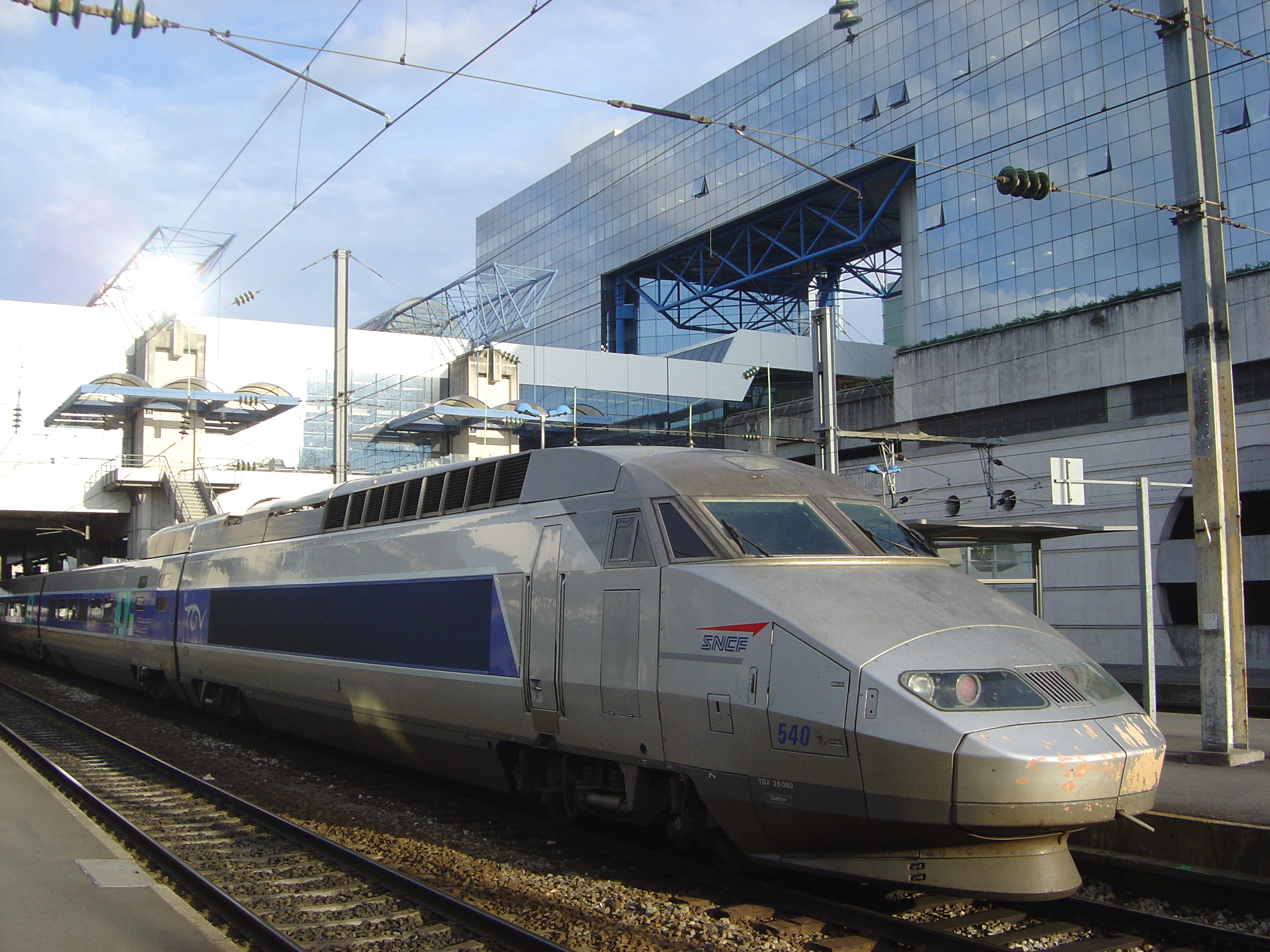
Comboio da rede de alta velocidade francesa estacionado na estação de Rennes

### Vantagens
O governo da República, liderado então por José Sócrates, secretário-geral do PS, e os responsáveis dos partidos da esquerda do espectro parlamentar eram favoráveis ao projeto da alta velocidade, pois consideravam que Portugal, sendo um país geograficamente periférico, não podia colocar-se de fora deste empreendimento ferroviário europeu de larga escala, ligando em tempos baixíssimos diversas urbes europeias.
O comboio de alta velocidade, comparado com o avião é muito menos poluente e emite muito menos CO2 por passageiro, na ligação entre dois pontos específicos, sendo assim muito mais amigo do ambiente, contribuindo para que Portugal cumprisse o protocolo de Quioto.
As comunicações móveis são também uma vantagem do comboio de alta velocidade, pois num avião não existe ligação nem à Internet nem possibilidade de efetuar ligações telefónicas móveis, o que já é uma possibilidade nas vertentes ferroviárias.
A opção ferroviária comparando com a opção aérea, permite que a viagem seja mais confortável, devido ao espaço interior das motoras ferroviárias em comparação com a cabina de um avião, permitindo que haja por exemplo carruagens de bar ou restaurante.
A ligação de alta velocidade ligaria Lisboa ao Porto em 1H15, contrastando com as atuais 2H35 do Alfa Pendular, uma redução de tempo em cerca de 55%, ou seja cerca de metade do tempo. A ligação Lisboa-Madrid de avião dura cerca de 3H00 incluindo os tempos de check-in e deslocações ao centro, e por comboio de alta velocidade previa-se que a viagem durasse cerca 2H45 de centro a centro sem necessidade de se fazer check-in.

### Desvantagens
Pode ter alguns impactos negativos no Ambiente, em particular ao nível da ocupação dos solos agrícolas e dos aquíferos bem como o risco social inerente que atravessamento de cidades implica na população.
Houve um enorme debate na sociedade civil portuguesa em torno da rede de alta velocidade, dos seus custos e dos seus benefícios. Muitos responsáveis políticos mais ligados aos setores do centro direita e da direita, mais concretamente o PSD e o CDS-PP opunham-se ao projeto da rede de alta velocidade pois segundo estes, Portugal já na altura não tinha condições financeiras, ainda para mais num momento difícil nas contas públicas, para suster um projeto que os próprios apelidaram por vezes de faraónico e megalómano. Portugal estaria apenas a endividar-se e a protelar as suas responsabilidades financeiras colocando em causa o sustento das gerações vindouras.

## Legislação aplicável
A RAVE foi constituída pelo Decreto-Lei nº 323-H/2000, publicado no Diário da República nº 291 (Iª A Série-Suplemento), de 19 de Dezembro de 2000. Foi extinta posteriormente através das disposições do Orçamento de Estado de 2011, para que fosse integrada na REFER.